# Frazzanò
Frazzanò é uma comuna italiana da região da Sicília, província de Messina, com cerca de 959 habitantes. Estende-se por uma área de 6 km², tendo uma densidade populacional de 160 hab/km². Faz fronteira com Capri Leone, Galati Mamertino, Longi, Mirto, San Marco d'Alunzio, San Salvatore di Fitalia.

## Demografia
| Variação demográfica do município entre 1861 e 2011                               |
|                                                                                   |
| Fonte: Istituto Nazionale di Statistica (ISTAT) - Elaboração gráfica da Wikipedia |